# 조지 사바라스

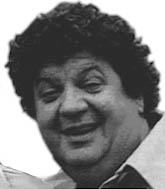

조지 사바라스(George Savalas, 1924년 12월 5일 ~ 1985년 10월 2일)는 미국의 텔레비전 배우, 영화배우이다.
브롱크스에서 태어났다.

## 방송
- 코작

## 영화
- 이상한 나라의 앨리스 (1985년)
- 코작 (1973년)
- 켈리의 영웅들 (1970년)
- 어 드림 오브 킹스 (1969년) - 아폴로 역
- 로즈메리의 아기 (1968년)
- 징기스칸 (1965년)